# نموذج مدي
النموذج المدي (التناوبي) هو نموذج للتعافي من أجل تعزيز الصحة العقلية طوره البروفيسور فيل باركر وبوبي بوكانان باركر وزملاؤهم. يركز نموذج المد والجزر على عملية التغيير المستمرة المتأصلة في جميع الناس. تسعى إلى الكشف عن معنى تجارب الناس، مع التأكيد على أهمية صوتهم وحكمتهم من خلال قوة الاستعارة. ويهدف إلى تمكين الناس من قيادة تعافيهم بدلاً من توجيههم من قبل المتخصصين.
وقد استلهمت الفلسفة التي يقوم عليها النموذج في البداية من بحث لمدة خمس سنوات حول ما يحتاجه الناس للحصول على الرعاية في مجال الصحة العقلية الذي أجراه البروفيسور باركر والدكتور كريس ستيفنسون في جامعة نيوكاسل، المملكة المتحدة. ومنذ عام 2000، تم وضعها موضع التنفيذ في عدد من البيئات في المملكة المتحدة وخارجها.
بسبب عمل باركر في هذا المجال، وكثيرا ما يستشهد بأنه من المنظرين المعاصرين البارزين في التمريض الصحة العقلية.

## ستة افتراضات فلسفية رئيسية
ويطبق النموذج المدي من خلال ستة افتراضات فلسفية رئيسية:
- الاعتقاد في فضيلة الفضول
- الاعتراف بقوة الحيلة، بدلاً من التركيز على المشاكل أو العجز أو نقاط الضعف
- احترام رغبات الشخص، بدلا من أن تكون الأبوية
- قبول مفارقة الأزمة كفرصة
- الاعتراف بأن جميع الأهداف يجب أن تنتمي إلى الشخص
- فضيلة السعي إلى الأناقة – ينبغي السعي إلى الحصول على أبسط الوسائل الممكنة

## عملية المشاركة
لكي يبدأ الممارس عملية المشاركة باستخدام النموذج المدي، يجب قبول ما يلي:
- أن الانتعاش ممكن
- أن التغيير أمر لا مفر منه- لا شيء يدوم
- أن الناس يعرفون في النهاية ما هو الأفضل بالنسبة لهم
- أن الشخص يمتلك كل الموارد التي يحتاجها لبدء رحلة التعافي
- أن الشخص هو المعلم والمساعدون هم التلاميذ
- أن المساعد بحاجة إلى أن يكون فضوليًا بشكل خلاق، لمعرفة ما يجب القيام به لمساعدة الشخص

عملية التعامل مع الشخص الذي في محنة تتم في ثلاثة مجالات منفصلة. مع نموذج المد والجزر، والممارس يستكشف هذه الأبعاد ليكون على بينة من الوضع في الوقت الحاضر وتحديد ما يجب أن يحدث الآن.
- المجال الذاتي هو المكان الذي يشعر فيه الناس بعالمهم من الخبرة. هناك تركيز على جعل الناس يشعرون بمزيد من الأمان، ويساعد الممارس الشخص على وضع خطة أمنية للحد من التهديدات التي يتعرض لها الشخص أو الآخرون من حولهم.
- مجال العالم هو المكان الذي يحمل فيه الناس قصتهم. يستخدم ممارس «نموذج المد والجزر» شكلاً محدداً من أشكال التحقيق لاستكشاف هذه القصة بشكل تعاوني، والكشف عن معانيها الخفية، وموارد الشخص، وتحديد ما يجب القيام به للمساعدة في التعافي.
- يمثل المجال الآخر العلاقات المختلفة التي يمتلكها الشخص: الماضي والحاضر والمستقبل. وهذا يشمل ممارسي نموذج المد والجزر ولكن أيضًا أعضاء آخرين في فريق الرعاية الصحية والاجتماعية والأصدقاء والعائلة والداعمين.

## قوة الاستعارة
يستخدم نموذج المد والجزر استعارة الماء ويصف كيف يمكن أن يصبح الأشخاص المنكوبين غارقين عاطفيا وجسديا وروحيا. فهي ترى أن تجربة الصحة والمرض ظاهرة مائعة، وليست ظاهرة مستقرة، والحياة على أنها رحلة تتم في محيط من الخبرة. يقترح أنه في الصحة النفسية، يمكن أن تكون العوامل المرتبطة بأزمة نفسية، أو عواقبها الأكثر ديمومة، متنوعة وكذلك تراكمية. ويذكر أنه من خلال تقدير هذه الاستعارة، فإن الممرضات أو المساعدين الآخرين سيكتسبون فهمًا أكبر للوضع الحالي للشخص وحتمية التغيير. مع ذلك، قد يتم توجيه المساعد في الوقت المناسب ليهتم بالشخص الذي يبدأ رحلته من حالة غسله إلى الشاطئ أو الغرق أو التعرض لمشاكل في حياته. بعد الإنقاذ، يمكن أن يبدأ الاستكشاف بعد ذلك في سبب العاصفة في المقام الأول وما يجب القيام به على الفور للإبحار مرة أخرى.

## الالتزامات العشرة
يمكن استخلاص قيم نموذج التناوبي في عشرة التزامات.
1. قيمة الصوت، قصة الشخص لها أهمية قصوى
2. احترام اللغة، السماح للناس باستخدام لغتهم الخاصة
3. طوّر فضولًا حقيقيًا، أظهر اهتمامًا بقصة الشخص
4. كن مبتدئًا، تعلم من الشخص الذي تساعده
5. كشف الحكمة الشخصية، الناس هم خبراء في قصتهم الخاصة
6. التحلي بالشفافية، كل من الشخص والمساعد، المهنيين في وضع متميز ويجب أن يكونوا نموذجًا للثقة، من خلال الشفافية في جميع الأوقات والمساعدة في ضمان أن يفهم الشخص بالضبط ما يتم القيام به[6]
7. استخدم مجموعة الأدوات المتاحة، تحتوي قصة الشخص على معلومات قيّمة حول ما يصلح وما لا يصلح
8. اصنع الخطوة التالية، يعمل المساعد والشخص معًا لبناء تقدير لما يجب القيام به «الآن»
9. إعطاء هدية من الوقت، الوقت هو القابلة للتغيير. والسؤال الذي ينبغي طرحه هو: «كيف نستخدم هذا الوقت؟».[7]
10. تعرف على أن التغيير ثابت، هذه تجربة مشتركة لجميع الناس

الكفاءات العشرون
وقد تم إدخال الكفاءات العشرين للمساعدة في مراجعة ممارسات الاسترداد من خلال توفير أدلة تستند إلى الممارسة للنموذج. وتركز هذه الاختصاصات على الكفاءات في الممارسة العملية، وهناك نوعان يتصلان بكل التزام من الالتزامات المذكورة أعلاه.

## النموذج في الممارسة
في عام 2000، تم تنفيذ نموذج المدي لأول مرة في نيوكاسل أبون تاين، المملكة المتحدة في برنامج الصحة العقلية للبالغين الذي يغطي تسعة أجنحة دخول حادة. تم إنشاء ما يقرب من 100 مشروع مختلف من مشاريع «طراز المد والجزر» في المملكة المتحدة وأيرلندا ونيوزيلندا وكندا واليابان وأستراليا. بيد أنه لم يعتمد بعد على نطاق واسع.